# Akai Ito
Akai Ito (アカイイト, lit. "Red Thread") est un jeu d'adventure d'horreur japonais de Success Corporation, sorti exclusivement sur PlayStation 2 au Japon le 20 octobre 2004.

## Histoire
Pour organiser l'héritage en raison de la perte de sa mère, Kei Hatō, lycéenne orpheline, se dirige vers la maison de son défunt père à Hemizuka. Dans le train qui l'y conduit, Kei fait un rêve mystérieux d'un arbre immense et d'une femme qui semble perdue dans la tristesse. À Hemizuka, Kei apprend le secret caché dans son propre sang à travers diverses rencontres avec un tueur d'oni, un ami de sa défunte mère, une jeune fille accompagnée d'un renard blanc, et même la mystérieuse fille de ses rêves. Tout au long de l'histoire, Kei est contrariée par les oni jumeaux Nozomi et Mikage. L'histoire d'Akai Ito varie grandement en fonction des décisions du joueur, qui affectent non seulement le déroulement de l'histoire mais aussi la fin que le joueur reçoit (dont plusieurs suggèrent des sentiments romantiques entre les personnages féminins).